# Infestazione
L'infestazione è la condizione di un organismo invaso da un parassita; può essere riferito agli organismi stessi che vivono all'interno o su un ospite.

## Terminologia
In generale, il termine si riferisce a malattie parassitarie causate da animali come artropodi o insetti (p.e. zecche, pidocchi o acari) e vermi, escludendo condizioni causate da protozoi, funghi, batteri e virus che sono invece chiamate infezioni.
In ambito medico, il termine può essere riservato solo alle infestazioni esterne mentre per le infestazioni interne si può parlare di infezioni.

## Classificazione
Le infestazioni possono essere classificate come interne o esterne, in relazione alla localizzazione dei parassiti rispetto all'ospite.
Le infestazioni esterne o ectoparassitiche sono condizioni in cui gli organismi vivono primariamente sulla superficie dell'ospite; comprendono le infestazioni da acari, pidocchi e zecche.
Le infestazioni interne o endoparassitiche sono condizioni in cui gli organismi vivono all'interno dell'ospite; comprendono le infestazioni da vermi.